# Onofre Jaume Novellas i Alavau
Onofre Jaume Novellas i Alavau (Torelló, 15 d'abril de 1787 - 2 d'agost de 1849) fou un matemàtic, astrònom i catedràtic de Matemàtiques i d'Astronomia a Escola de Nàutica de la Junta de Comerç.
L'any 1806 va ingressar a la Universitat de Cervera amb la intenció de fer estudis de Dret, on només cursà el primer any. Es traslladà a Barcelona per estudiar nàutica. Participà a la Guerra del Francès, acabada la guerra tornà a Barcelona per tal de continuar els estudis de nàutica. El 29 d'octubre de 1825 es casà amb Eulàlia Vidal i Cisternas, natural de Barcelona.
Fou professor ajudant a l'Escola de Nàutica de la Junta de Comerç (1819), Catedràtic de Matemàtiques pures a la Junta de Comerç (1819). Deixeble d'Agustí Canellas. Des de l'any 1835 fins al 24 de setembre de 1846 ocupà la càtedra d'Astronomia de la Reial Acadèmia de Ciències i Arts de Barcelona.

## Família
Fill de Pere Novellas i de Maria Alavau, una família de pinters, del ram de la banya, pare del doctor en Ciències Tomàs Novellas i Vidal (1826-1850), de l'advocat i catedràtic de Mecànica Industrial Alexandre Novellas i Vidal (1830-1910), avi de l'escriptor i poeta català, Jaume Novellas i de Molins (1865-1939) i besavi de l'arquitecte Jordi Tell i Novellas (1907-1991).

## Obres
- Memoria sobre la necesidad de la óptica i Cosmografía para el acierto en la dirección de las naves (1819).[2]
- Memoria sobre los eclipses (1820).[2]
- Memoria sobre la posición geográfica de los lugares en la superficie de la Tierra (1833).[2]
- Memoria sobre las reducciones de las distancias para la exacta formación de un mapa del país (1835).[2]
- Memoria sobre los resultados de la observación y cálculo del eclipse parcial de Sol ocurrido en la tarde del 15 de mayo último (1836).[2]
- Presentà el càlcul que havia realitzat referent a l'eclipsi de Lluna que havia de tenir lloc l'endemà. (19 d'abril de 1837).[2]
- Presentà la relació de les operacions fetes per a l'exacta observació de l'últim eclipsi de Lluna (25 d'abril de 1837).[2]
- Memoria en demostración de los resultados del último eclipse (1837).[2]

## Deixebles
- Ramon Avellana i Pujol
- Josep Oriol i Bernadet
- Llorenç Presas i Puig